# Adriana Tarud Durán
Adriana Cecilia Tarud Durán (Barranquilla, Colombia; 10 de septiembre de 1982) es una exparticipante de concursos de belleza e ingeniera industrial colombiana.
Adriana fue coronada como Señorita Colombia 2004 el 15 de noviembre de 2004 de mano de su predecesora Catherine Daza Señorita Colombia 2003 en la ciudad de Cartagena de Indias.

## Biografía
Nació el 10 de septiembre de 1982 en Barranquilla departamento de Atlántico. Sus padres son Pablo Tarud Jaar y Cecilia Durán de Tarud, ambos de ascendencia árabe y libanesa. Tiene dos hermanos, Pablo Andrés y Daniel. Su abuelo fue el exministro; Argelino Durán Quintero, quien fue asesinado por la guerrilla, es prima de la cantante Shakira. Estudió en la Universidad de Miami gracias a una beca que obtuvo por buen rendimiento académico, de donde egresa como Ingeniera Industrial con subespecialización en Economía y Administración de Empresas.
Tarud domina el idioma inglés y pertenece a la Sociedad de Ingenieros Hispanos.[cita requerida]
En el año 2004 participó en el Señorita Colombia como representante de su departamento, el Atlántico. Ese día es electa Señorita Colombia 2004. Adriana Cecilia Tarud se llevó además del título de Señorita Colombia, dos premios más: el de Mejor Figura y el de Mejor Traje de Fantasía.
En mayo de 2005 viajó a Bangkok (Tailandia) para participar en el Miss Universo donde no obtiene figuración. 
Unos meses más tarde, en la ciudad de Cartagena de Indias, departamento de Bolívar, corona como su sucesora a su prima Valerie Domínguez Tarud, quien era la representante del departamento de Atlántico y Señorita Colombia 2005.

## Premios

### Miss Colombia 2004
- Señorita Atlántico.[3]